# Intermediario financiero
Un intermediario financiero es una institución o persona que sirve de mediador entre diversas partes para facilitar operaciones financieras. Entre los tipos de intermediarios financieros más comunes se cuentan los bancos comerciales y de inversión, los corredores de valores, los fondos de inversión conjuntos y las bolsas de valores. Los intermediarios financieros reasignan capital desinvertido a empresas productivas a través de diversos tipos de deudas, equidades o estructuras híbridas de participación en inversiones.
A través del proceso de intermediación financiera, ciertos activos o pasivos se transforman en activos o pasivos diferentes. Como tales, los intermediarios financieros canalizan fondos desde personas quiénes tienen excedentes o superávits de capital (ahorradores) a quienes requieren fondos líquidos para llevar a cabo una actividad empresarial concreta (inversores).
Suele definirse como intermediario financiero a cualquier institución que facilite la canalización de fondos entre los prestamistas y los prestatarios indirectamente. Es decir, los ahorradores (prestamistas) dan fondos a una institución de intermediación (como un banco), y esta institución da esos fondos a los gastadores (prestatarios). Dicha transferencia de capital puede efectuarse en forma de préstamos o hipotecas..
En el contexto de la financiación climática y del desarrollo, el término "intermediario financiero" se utiliza por regla general para hacer referencia a los intermediarios del sector privado, tales como bancos, equidades privadas, fondos de capital de riesgo, compañías de arrendamiento financiero, fondos de seguros y de pensiones, y proveedores de microcrédito. Las instituciones financieras internacionales se están decantando de forma creciente por la provisión de financiación mediante compañías del sector financiero, en detrimento de la financiación directa de proyectos.

## Funciones
La hipótesis de intermediarios financieros adoptada por la economía dominante, recoge las siguientes tres funciones principales que estos llevan a cabo:   r3
1. Los acreedores proporcionan una línea de crédito a clientes cualificados y recogen las primas de instrumentos de deuda, como por ejemplo préstamos para financiar casas, educación, coches, tarjetas de crédito, negocios pequeños, y necesidades personales. Ello se logra gracias a la conversión de los pasivos a corto plazo en activos a largo plazo (los bancos tratan con un número elevado de prestamistas y prestatarios, y reconcilian sus necesidades de divergentes).
2. Transformación de riesgo: consiste en la conversión de inversiones arriesgadas en inversiones relativamente libres de riesgos (financiando a varios prestatarios de forma simultánea, para así reducir el riesgo).
3. Denominación de comodidad: se emparejan depósitos pequeños con préstamos grandes y depósitos grandes con préstamos pequeños.

## Tipos
Según el punto de vista económico dominante en las operaciones monetarias, las siguientes instituciones se consideran como intermediarios financieros o pueden ejercer como tales:
- Bancos
- Bancos de ahorros mutuos
- Bancos de ahorros
- Sociedades inmobiliarias y de construcción
- Uniones de crédito
- Asesores financieros o brokers
- Compañías de seguros
- Esquemas de inversión colectiva
- Fondos de pensiones
- Sociedades cooperativas
- Bolsas de valores

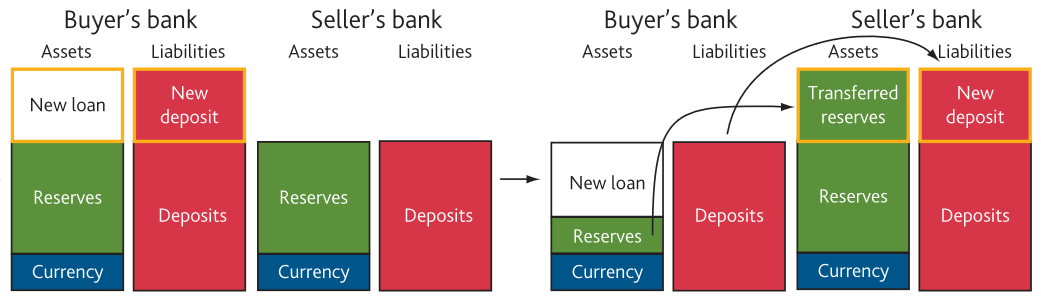
Algunos bancos comerciales (más pequeños) pueden ser reconocidos como intermediarios, los grandes (grupos) bancarios (según el Banco de Inglaterra 2014) en cualquier caso no.

En virtud del punto de vista alternativo sobre las operaciones monetarias y bancarias, no es posible clasificar a los bancos como intermediarios, sino como "instituciones cuya función esencial es la creación del dinero", mientras que los fondos de inversión se adscriben a la categoría de "intermediarios supuestos".